# El-Harrach
El-Harrach (arabisch الحرّاش al-Harrāsch, DMG al-Ḥarrāš, tamazight ⵍⵃⴻⵔⵔⴰⵛ; bis 1962 französisch Maison-Carrée) ist ein Stadtteil der algerischen Hauptstadt Algier, sieben Kilometer östlich der Stadt gelegen. Er bildet das 18. Arrondissement von Algier. El-Harrach gehört verwaltungsmäßig zum gleichnamigen Kreis in der nordalgerischen Provinz Algier und hat knapp 80.000 Einwohner.
Historisch bedeutsam ist der Ort, weil die noch junge französische Fremdenlegion -Légion_étrangère bei einem Gefecht am 17. April 1832 bei Maison-Carrée ihre Feuertaufe erhielt. 

## Sport
Der Stadtteil ist Heimat des USM El Harrach.